# Birnin Kudu
Birnin Kudu è una città della Repubblica Federale della Nigeria appartenente allo Stato di Jigawa. È capoluogo dell'omonima area a governo locale (local government area) che conta una popolazione di 313.373 abitanti.